# Парапроктит
Парапроктит (параректальный абсцесс) — острое или хроническое воспаление параректальной клетчатки. Парапроктит — одно из самых частых проктологических заболеваний (20—40 % всех болезней прямой кишки). Парапроктит по частоте стоит на 4-м месте после геморроя, анальных трещин и колитов. Мужчины болеют парапроктитом чаще, чем женщины. Это соотношение колеблется от 1,5:1 до 4,7:1. Парапроктит — заболевание взрослых: редко встречаются описания свищей прямой кишки у детей.

## Этиология
Парапроктит вызывается смешанной микрофлорой, но преобладающее значение имеет E. coli. В этиологии парапроктита ведущее значение имеет внедрение инфекции в параректальную клетчатку.

### Пути внедренияинфекциив параректальную клетчатку
Инфекция может проникать через анальные железы, повреждённую слизистую оболочку прямой кишки, гематогенным и лимфогенным путём, из соседних органов, поражённых воспалительным процессом.
Ряд исследователей считает парапроктит довольно частым осложнением неспецифического язвенного колита и болезни Крона.
Гнойные процессы в клетчаточных пространствах вокруг прямой кишки наблюдаются при заболеваниях предстательной железы, уретры, парауретральных, куперовских желёз, органов женской половой сферы (периметриты, бартолиниты), иногда при остеомиелите костей таза, туберкулёзе позвоночника.

### Пути распространения воспалительного процесса
Распространение инфекции при парапроктите идёт со стороны прямой кишки. Входными воротами являются анальные крипты, куда открываются протоки анальных желёз, либо (значительно реже) повреждённая слизистая оболочка анального канала. Вначале воспаляется какая-либо крипта, где и формируется внутреннее отверстие свища. Затем инфекция проникает по протокам анальных желёз в их разветвления, локализующиеся в подслизистом или межмышечном слоях. При проникновении инфекции через повреждённую слизистую оболочку кишки дальнейшее её распространение возможно по межтканевым щелям, а также лимфогенным и гематогенным путём. В связи с рыхлостью подслизистого слоя кишки гнойники этой локализации легко и быстро распространяются вверх, отслаивая слизистую оболочку. Затёки гноя, распространяясь по ходу сосудистых ветвей, проникают в межмышечные пространства между циркулярным и продольным слоями мышц кишечной стенки.
Распространяясь по разветвлениям анальных желёз и разрушая их, гной проникает в параректальные клетчаточные пространства (подслизистое, подкожное, подвздошно-прямокишечное, тазово-прямокишечное и позадипрямокишечное). В зависимости от степени вирулентности флоры, реактивности организма процесс может быть отграниченным в какой-либо одной области или распространённым по клетчатке соседних анатомических областей.
При распространении гнойного процесса имеют значение и условия оттока. Если гнойник хорошо дренируется по широкому сообщению с кишкой или имеет выход на кожу, можно ожидать минимальных поражений клетчаточных пространств таза. Если таких условий нет, вокруг прямой кишки может образоваться множество гнойных ходов с затёками в различные клетчаточные пространства. Возможны прорывы гнойника на кожу в различных участках (наружные свищевые отверстия). При парапроктите описаны свищевые отверстия на мошонке, бедре, передней брюшной стенке. Кроме того, не исключена вероятность прорыва абсцесса в просвет кишки на уровне ампулярного отдела её и даже в брюшную полость.

### Причины хронического течения заболевания
Современные исследователи рассматривают острый и хронический парапроктит как стадии одного заболевания. В прежние годы широко обсуждался вопрос о том, почему после вскрытия острого парапроктита так часто формируется свищ прямой кишки (хронический парапроктит).

#### Факторы хронического течения
- Внутреннее отверстие свища (покрытое эпителиальной выстилкой устье инфицированной одной или нескольких анальных желёз, открывающихся в морганиевой крипте) является источником постоянного или периодического инфицирования параректальной клетчатки.
- Наличие сформированного свищевого хода, одиночного или разветвлённого, расположенного поверхностно или глубоко в тканях таза. Заживлению препятствует эпителизация стенок свищевого хода, которая мешает спадению их и оставляет просвет открытым для реинфекции. Внутренняя поверхность свищевого хода бывает выстлана грануляционной тканью или желёзистым эпителием.
- Активизация дремлющей хирургической инфекции. Инфекция может более или менее длительное время пребывать в тканях организма, не вызывая заболевания (латентная фаза), но затем под влиянием различных факторов проявляется в виде острого парапроктита (активная фаза). При парапроктите очаг дремлющей инфекции может иметь морфологический субстрат. Им служат либо рубцы на месте вскрытого гнойника, либо остаток свищевого хода, либо отшнурованный, нераскрытый затёк.

## Классификация парапроктита
НИИ проктологии была принята относительно простая и удобная в практическом отношении классификация парапроктита.
1. По этиологическому признаку парапроктиты делят на банальный, специфический и посттравматический.
2. По активности воспалительного процесса — на острый, инфильтративный и хронический (свищи прямой кишки).
3. По локализации гнойников, инфильтратов, затёков — на подкожный и подслизистый, ишиоректальный, пельвиоректальный и ретроректальный.
4. По расположению внутреннего отверстия свища — на передний, задний, боковой.
5. По отношению свищевого хода к волокнам сфинктера  — на интрасфинктерный (подкожно-подслизистый), транссфинктерный и экстрасфинктерный (I—IV степени сложности).
6. По расположению патологического процесса — на поверхностный и глубокий.

## Ошибки хирургии
- Артериальное кровотечение